# Mielnica (obwód wołyński)
Mielnica (ukr. Мельниця) – wieś (dawniej miasteczko) na Ukrainie na terenie rejonu kowelskiego w obwodzie wołyńskim. Wieś liczy 573 mieszkańców.

## Historia
W II Rzeczypospolitej należała do wiejskiej gminy Wielick w powiecie kowelskim w woj. wołyńskim i liczyła w 1921 roku 899 mieszkańców, z czego większość Żydów. Mieszkało tu także kilkadziesiąt rodzin polskich oraz Ukraińcy.
We wrześniu 1939 zajęta przez Armię Czerwoną; na początku lipca 1941 zajęta przez Niemców. Okupant hitlerowski eksterminował Żydów Mielnicy. Już w lipcu 1941 zabito ponad 300 osób. 4 września 1942 rozstrzelano pozostałych 700–1200 Żydów.
18 marca 1943 Niemcy przy udziale policji ukraińskiej zabili w lesie k. Wielicka 17 przedstawicieli polskiej inteligencji z Mielnicy. Jednym z zamordowanych był proboszcz Wacław Majewski. Podczas rzezi wołyńskiej 29 sierpnia 1943 oddział UPA zamordował w budynku szkoły ponad 100 Polaków. Równocześnie spalono polskie domy. Zabito także dwie Ukrainki, które sprzeciwiały się mordom.
Po wojnie miasteczko zostało włączone do Ukraińskiej SRR.

## Osoby, związane z Mielnicą
- W Mielnicy urodził się 15 stycznia 1903 Dawid Sfard – polski poeta i prozaik żydowskiego pochodzenia, tworzący w języku jidysz.
- Na cmentarzu prawosławnym między Lasem Wielickim a Mielnicą pochowany został zamordowany w Mielnicy proboszcz Wacław Majewski[7]